# Złącze DIN

Numeracja pinów w gnieździe DIN 545

Złącze DIN – typ złącza stosowanego m.in. w urządzeniach audio oraz w komputerach (do łączenia klawiatury z komputerem PC). Niegdyś złącza DIN były nazywane „wtykiem diodowym”. Nazwa DIN wywodzi się od niemieckiej normy przemysłowej i odnosi się do różnych typów złączy elektrycznych, niemniej w wielu krajach przyjęło się określanie mianem „złącza DIN” połączenia wykonanego według normy DIN 41524 i pochodnych (obecnie zastąpionej przez normę IEC 60130-9).
Złącza oznaczano liczbą trzycyfrową – pierwsza cyfra oznaczała liczbę pinów, kolejne dwie – co ile stopni rozmieszczone są piny. I tak najpopularniejszym wtyczka wykorzystywana w kablach do łączenia magnetofonów to 545, wtyk słuchawkowy to 590, wtyk zasilania – 560 lub 660. Poniżej przedstawiono kilka najpopularniejszych złączy:
|     |     |     |     |     |     |     |     |     |
| 390 | 460 | 490 | 590 | 560 | 545 | 660 | 745 | 845 |

Układ połączeń w złączu x45 (magnetofon): 1 – nagrywanie kanał lewy lub mono, 2 – masa, 3 – odtwarzanie kanał lewy lub mono, 4 – nagrywanie kanał prawy, 5 – odtwarzanie kanał prawy, 6 + 7 – sterowanie nagrywaniem. Kable nie są krosowane, tj. pin 1 łączy się z pinem 1, 2 z 2 itd.
Popularne jest również „głośnikowe” złącze – wykonywane według normy DIN 41529 oraz złącza mini-DIN.
Typowe zastosowania złączy DIN:
- Audio

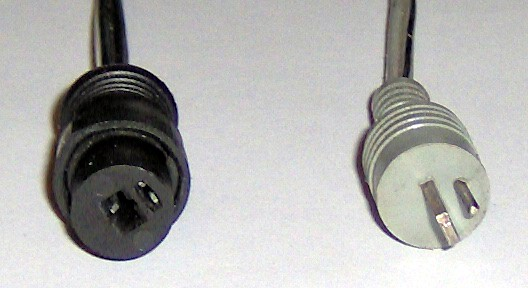
Złącze „głośnikowe” DIN gniazdo (lewe) i wtyczka (prawe)

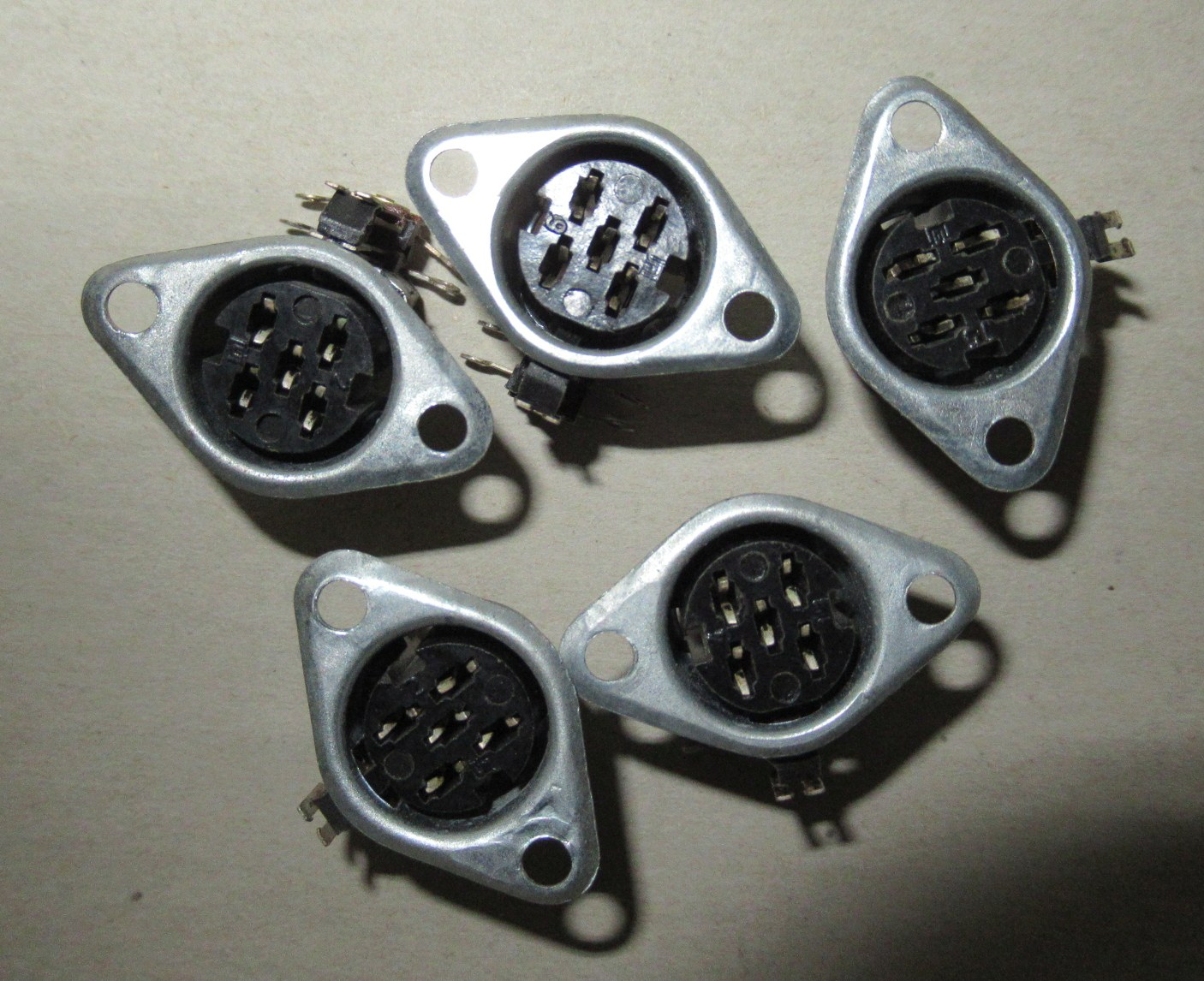
Gniazda 590 wykorzystywane do podłączenia słuchawek

  - połączenia liniowe np. wzmacniacz elektroakustyczny – magnetofon, obecnie, oprócz konsekwentnie je stosującej angielskiej firmy «Naim», zastąpione złączami RCA
  - połączenia wzmacniacz – kolumny głośnikowe, obecnie zastąpione w sprzęcie domowym zaciskami sprężynowymi lub dociskowymi, a w przenośnym wtykami „jack”; połączenia głośnikowe DIN są jeszcze spotykane w instalacjach Car-audio
  - połączenia ze słuchawkami (590)[a], mikrofonem (345, 545, 745)[b] – obecnie zastąpione wtykami „jack”
  - podłączenie zmieniarki płyt CD w instalacjach Car-audio – zwykle stosowane w tym celu złącze 8-pinowe

- Informatyka
  - podłączenie klawiatury do komputera PC – zastąpione złączami PS/2 (mini-DIN), a następnie USB
  - podłączenie klawiatury i myszy w komputerach Apple – zastąpione portami USB
  - podłączenie urządzeń MIDI
  - podłączenie akcesoriów w urządzeniach peryferyjnych jak np. rozbudowane dżojstiki, skanery itd.
  - zasilanie mikrokomputerów i peryferiów (Commodore, Atari), jak i niektóre podłączenia peryferiów mikrokomputerowych (Commodore 16)
  - połączenie mikrokomputerów w sieć (Elwro 800 Junior – Junet)

- Video
  - podłączenia S-Video – mini-DIN 4 stykowy
  - podłączenie akcesoriów i systemów zdalnego sterowania do kamer – zwykle mini-DIN
  - wejście/wyjście AV w bardzo starych modelach telewizorów – DIN 6 stykowy

- Inne
  - zasilanie niskonapięciowe – w starych magnetofonach kasetowych (MK125, B303) – złączem 660[c], w systemach oświetleniowych IKEA – złączem „głośnikowym”
  - podłączanie urządzeń zewnętrznych, sterowników itd., np. podłączenie skanerów kodów kreskowych do kas fiskalnych – zwykle mini-DIN
  - porty zewnętrzne transceiverów radionadawczych – zwykle DIN 13 stykowy